# Enrique de Lucas
Enrique de Lucas Martínez (Hospitalet de Llobregat, Barcelona, 17 de agosto de 1978) es un exfutbolista español. Jugaba de extremo derecho y su último club fue el Hércules C. F..

## Biografía
Comenzó como primer equipo en la Peña Barcelonista Les Corts. Jugó en las categorías inferiores del FC Barcelona y posteriormente en la fundación Ferrán Martorell donde empezó a destacar en categoría cadete, siendo fichado para el juvenil del RCD Espanyol donde completó su etapa juvenil en división de honor. En 1997 ya forma parte del primer equipo. Debuta en la Primera División de la liga española de fútbol el 15 de mayo de 1998 en el partido Valladolid 0-0 Espanyol. Con este equipo ganó una Copa del Rey (2000).
Tras un breve paso por la Liga francesa de fútbol con el Paris Saint Germain regresó de nuevo al Espanyol. Esa temporada consiguió su récord personal de goles con 7. En la temporada 2002-03 jugó con el Chelsea FC en la Premier League. Al año siguiente ficha por el Deportivo Alavés. Con este equipo consigue el ascenso a Primera división en la temporada 2004-2005.
En 2007 ficha por el Real Murcia. En su primera temporada allí su equipo no consigue el objetivo marcado, la permanencia en Primera, y al final de la temporada desciende a Segunda división. En agosto de 2009 ficha por el FC Cartagena, de la segunda división, con el que completa una excelente temporada marcando once goles y quedando a las puertas del ascenso a Primera División.
El 24 de junio de 2010, Miguel Torrecilla, secretario técnico del Real Club Celta de Vigo, confirmó como primer fichaje para la temporada 2010-11 a Quique de Lucas. El 6 de junio de 2012, tras conseguir el ascenso a la Primera División, renueva su contrato con el club celeste un año más.
El 26 de junio de 2013, y aunque le restaba un año más de contrato, el Celta de Vigo decidió rescindir el contrato de De Lucas. Ficha por una temporada con el Hércules CF de Alicante y al acabar el equipo colista y en 2.º B, decidió colgar las botas al término de esa temporada. El 26 de octubre de 2017, el FC Deportivo Galicia, confirmó su vuelta a los terrenos de juego, para jugar una temporada en este modesto equipo inglés.
Además de futbolista, es Técnico en Radiología y especializado en Dietética y Nutrición, habiendo realizado las prácticas de sus estudios en el Hospital Sant Pau de Barcelona. Ha sido comentarista de la UEFA EURO 16, que retrasmite los partidos por su propia página. Actualmente está en platós de televisión y programas deportivos.
Quique de Lucas también jugó 4 partidos con la Selección Española Sub-21.

## Clubes
| Club                    | País                | Año                 | Partidos | Goles |
| ----------------------- | ------------------- | ------------------- | -------- | ----- |
| RCD Espanyol B          | España              | 1995-1999           | 76       | 27    |
| RCD Espanyol            | España              | 1997-2001           | 77       | 8     |
| Paris Saint Germain FC  | Francia             | 2001                | 8        | 1     |
| RCD Espanyol            | España              | 2001-2002           | 34       | 7     |
| Chelsea FC              | Inglaterra          | 2002-2003           | 26       | 0     |
| Deportivo Alavés        | España              | 2003-2007           | 132      | 19    |
| Real Murcia CF          | España              | 2007-2009           | 60       | 7     |
| FC Cartagena            | España              | 2009-2010           | 40       | 10    |
| Real Club Celta de Vigo | España              | 2010-2013           | 107      | 22    |
| Hércules CF             | España              | 2013-2014           | 26       | 3     |
| Total en su carrera     | Total en su carrera | Total en su carrera | 586      | 104   |

Incluye partidos de 1.ª, Premier League, Ligue 1, 2.ª, 2.ª B, Copa del Rey, Copa de la UEFA, Intertoto, Promoción a Primera y Promoción a Segunda.

## Títulos
| Título       | Club         | Año       |
| ------------ | ------------ | --------- |
| Copa del Rey | RCD Espanyol | 1999-2000 |